# Сумі (мова)
Сумі — мова, що належить до сино-тибетської сімʼї. Поширена в Індії (штат Нагаленд). Вивчається в початковій школі.

## Писемність
Латинський алфавіт для мови сумі був створений місіонером В. Ф. Доудом (W. F. Dowd) та Інаше Сема (Inashe Sema). У 1909 році цією абеткою було надруковано буквар «Mlali». Згодом почали виходити газети «Sümi Zümülhü» та «Izatsa». Було здійснено переклад Біблії мовою сумі («Baibel»). Абетка була повністю фонетична; пізніше до неї додали букву ü.
Нижче наведений сучасний алфавіт.
| I i | E e | Ü ü | A a | U u | O o | P p | Ph ph | B b | T t |
| --- | --- | --- | --- | --- | --- | --- | ----- | --- | --- |
| /i/ | /e/ | /ɨ/ | /a/ | /u/ | /o/ | /p/ | /pʰ/  | /b/ | /t/ |

| Th th | D d | K k | Kh kh | G g | Q q | Qh qh | F f | V v | S s | R r |
| ----- | --- | --- | ----- | --- | --- | ----- | --- | --- | --- | --- |
| /tʰ/  | /d/ | /k/ | /kʰ/  | /g/ | /q/ | /qʰ/  | /f/ | /v/ | /s/ | /ɺ/ |

| Sh sh | Z z | J j  | Zh zh | X x | Gh gh | H h | Ts ts | Ch ch | Tsh tsh |
| ----- | --- | ---- | ----- | --- | ----- | --- | ----- | ----- | ------- |
| /ʃ/   | /z/ | /d͡ʒ/ | /ʒ/   | /x/ | /ɣ/   | /h/ | /t͡s/  | /t͡ʃ/  | /t͡sʰ/   |

| Chh chh Tch tch | M m | Mh mh | N n | Nh nh | Ng ng | L l | Lh lh | Y y | W w |
| --------------- | --- | ----- | --- | ----- | ----- | --- | ----- | --- | --- |
| /t͡ʃʰ/           | /m/ | /mʱ/  | /n/ | /nʱ/  | /ŋ/   | /l/ | /lʱ/  | /j/ | /w/ |

- Звуки [d͡ʒ] і [ʒ] є алофонами (наприклад: aji або azhi (кров)). Тому недавня правописна реформа радить замінювати диграф zh на букву j. Але у власних назвах диграф zh може зберегтися (наприклад: Jimomi або Zhimomi)[4].
- Триграф chh зараз почали замінювати на триграф tch[5].

Також сучасний алфавіт передбачає передачу тонів. Низький тон позначається написанням букви h в кінці складу (наприклад: apuh (батько)), середній — ніяк не позначається (наприклад: apu (глибший)). Високий тон передається подвоєнням букви для приголосного, який знаходиться перед голосним складу (наприклад: appu (син)). Але мовці сумі переважно дотримуються старої орфографії, позначаючи тони тільки в деяких словах.